# Gobulus hancocki
Gobulus hancocki és una espècie de peix de la família dels gòbids i de l'ordre dels perciformes.

## Morfologia
- Els mascles poden assolir 2,5 cm de longitud total.[3][4]

## Hàbitat
És un peix marí, de clima tropical i associat als esculls de corall que viu entre 1-20 m de fondària.

## Distribució geogràfica
Es troba al Pacífic oriental central: des del Golf de Califòrnia fins a Panamà.

## Observacions
És inofensiu per als humans.